# Bisdom Świdnica

Bisdommen in Polen
39. Aartsbisdom Wrocław
40. Bisdom Legnica
41. Bisdom Świdnica

Het bisdom Świdnica (Latijn: Dioecesis Suidniciensis, Pools: Diecezja Świdnicka) is een in Polen gelegen rooms-katholiek bisdom met zetel in de stad Świdnica. Het bisdom behoort tot de kerkprovincie Wrocław, en is samen met het bisdom Legnica suffragaan aan het aartsbisdom Wrocław.

## Geschiedenis
Het bisdom Świdnica werd op 24 februari 2004 opgericht door paus Johannes Paulus II met de apostolische constitutie Multos fructus spiritales. Het bestaat uit voormalige gebiedsdelen van het aartsbisdom Wrocław en het bisdom Legnica.

## Bisschoppen van Legnica
- 2004-heden Ignacy Dec

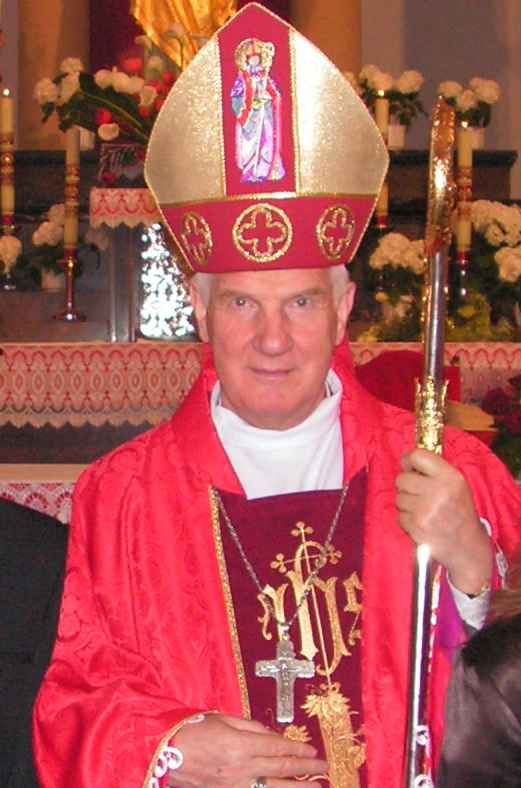
Bisschop Ignacy Dec
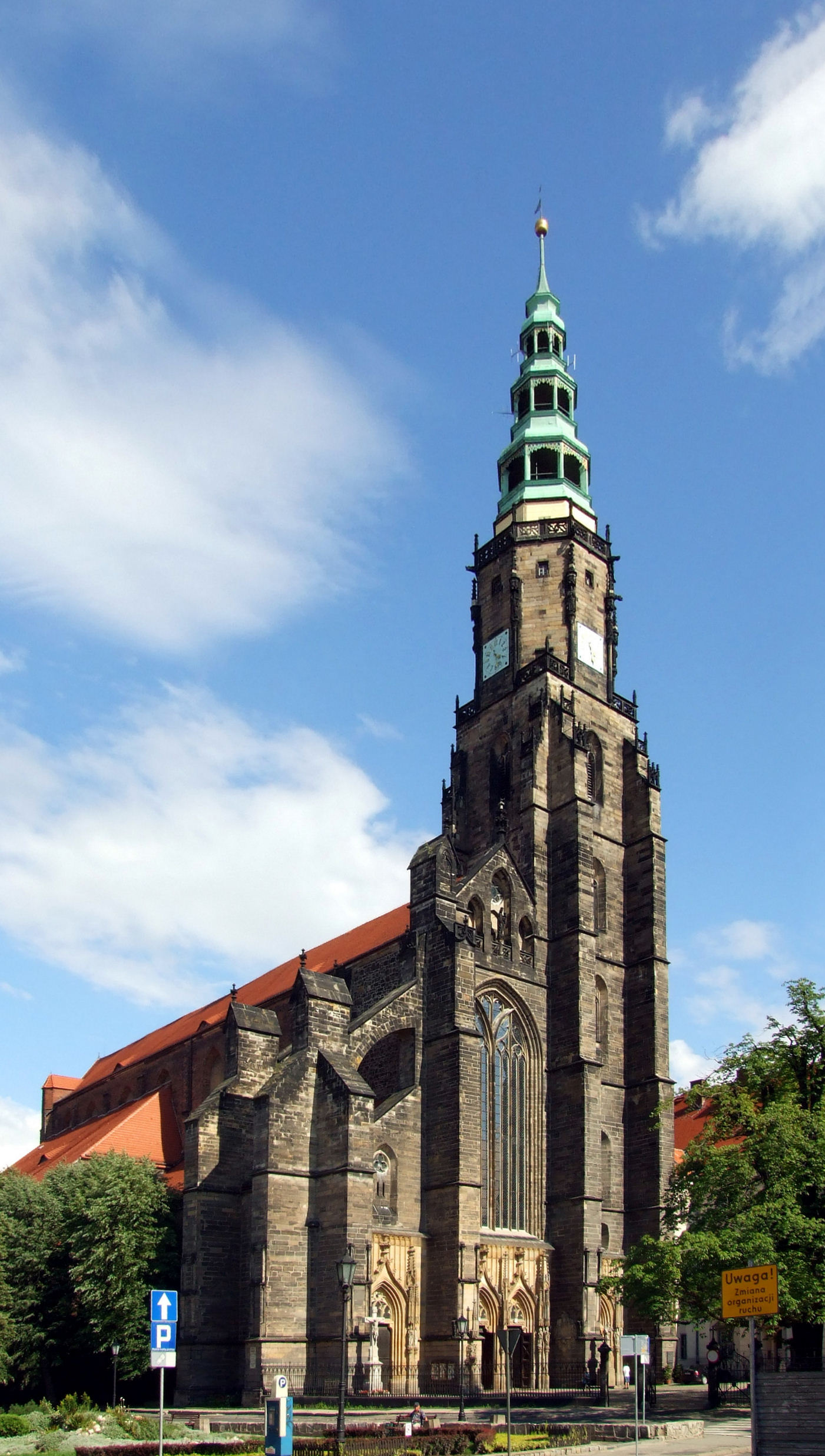
Kathedraal van Świdnica